# Gismu
gismu — часть речи языка Ложбан, являющееся корневым словом-предикатом, описывающим отношение между аргументами sumti, субъектом и объектами. gismu — это основной тип слов, используемый в качестве selbri.

## Структура и свойства
Каждое gismu состоит из пяти букв и построено на одном из двух согласно-гласных шаблонов: СГССГ или ССГСГ (например: rafsi или bridi). gismu устроены таким образом, чтобы минимизировать ошибки восприятия в шумной среде. Каждое gismu имеет как минимум две комбинационные формы, известные как rafsi. Одна из них, это само gismu, другая — gismu с опущенным последним гласным звуком/буквой. Некоторые gismu имеют дополнительные, более короткие rafsi. Число дополнительных, более коротких rafsi зависит от частоты использования конкретного gismu в конструировании сложных концепций и морфологической возможности их формирования. Короткие rafsi используют только определённые комбинации букв из собственного gismu и построены на основе шаблонов ССГ, СГС, а также СГГ или СГ’Г.